# موتیلیووو
موتیلیووو (به لاتین: Motylyovo) یک منطقهٔ مسکونی در روسیه است که در استان آرخانگلسک واقع شده‌است.